# Bryan Rhodes
Bryan Rhodes (* 28. Januar 1973 in Taupō) ist ein ehemaliger neuseeländischer Triathlet und mehrfacher Ironman-Sieger.

## Werdegang
Seinen ersten großen Erfolg erzielte er 1992 mit dem fünften Rang bei den Triathlon-Jugend-Weltmeisterschaften in Kanada, wo er sich in der Teamwertung zusammen mit Paul Amey and Cameron Brown den Weltmeistertitel holte.
Seit 2000 startete er als Profi-Triathlet. Er ist vierfacher Sieger auf der Ironman-Distanz (3,86 km Schwimmen, 180,2 km Radfahren und 42,195 km Laufen).
2009 musste er nach einem Achillessehnenriss im August für etwa sechs Monate pausieren. 2012 beendete er seine Profi-Karriere.
Sein Spitzname ist Rhodsey. Er lebt mit seiner Partnerin, der Triathletin Christie Sym (* 1983), in Sydney.

## Sportliche Erfolge
| Datum/Jahr    | Rang | Wettbewerb                                       | Austragungsort       | Zeit     | Bemerkung |
| ------------- | ---- | ------------------------------------------------ | -------------------- | -------- | --- |
| 19. Feb. 2012 | 2    | Ironman 70.3 Sri Lanka                           | Colombo              | 03:59:14 | Zweiter bei der Erstaustragung                                                                                          |
| 17. Juli 2011 | 5    | Ironman 70.3 Racine                              | Racine               | 04:06:28 | |
| 5. Dez. 2010  | 7    | Ironman 70.3 Asia Pacific                        | Phuket               | 04:10:15 | |
| 2. Dez. 2007  | 4    | Laguna Phuket Triathlon                          | Phuket               | 02:35:25 | [ 3 ] |
| 12. Sep. 1992 | 1    | ITU Triathlon World Championship Junior Men Team | Huntsville           |          | Junioren-Weltmeister in der Team-Wertung zusammen mit Paul Amey und Cameron Brown                                       |
| 12. Sep. 1992 | 5    | ITU Triathlon World Championship Junior Men      | Huntsville           |          | Junioren-Weltmeisterschaft                                                                                              |
| 1992          | 1    | ITU Triathlon World Championship Team            | Huntsville (Ontario) |          | Team-Weltmeister – zusammen mit Cameron Brown und Paul Amey (3 × 250 m Schwimmen, 6,67 km Radfahren und 1,67 km Laufen) |

| Datum/Jahr    | Rang | Wettbewerb                | Austragungsort | Zeit     | Bemerkung |
| ------------- | ---- | ------------------------- | -------------- | -------- | --- |
| 28. Aug. 2011 | 17   | Ironman Canada            | Penticton      | 09:23:24 | Erster nach der Schwimmdistanz |
| 28. Feb. 2009 | 2    | Ironman Malaysia          | Langkawi       | 08:32:52 | Beim ersten Ironman der Saison 2009 erreichte Bryan Rhodes hinter dem Australier Luke Jarrod McKenzie den zweiten Rang und damit die Qualifikation für die WM auf Hawaii. |
| Aug. 2008     | 1    | Ironman Canada            | Penticton      | 08:30:11 | [ 5 ] |
| 3. Nov. 2007  | 3    | Ironman Florida           | Panama City    |          | [ 6 ] |
| 2006          | 3    | Ironman Malaysia          | Langkawi       |          | |
| 27. Nov. 2005 | 4    | Ironman Western Australia | Busselton      | 08:34:25 | |
| 22. Aug. 2005 | 1    | Ironman UK                | Bolton         | 08:42:14 | Rhodes blieb als einziger Athlet des Tages unter neun Stunden. |
| 2005          | 3    | Ironman New Zealand       | Taupō          |          | |
| 27. Jan. 2002 | 1    | Ironman Malaysia          | Langkawi       | 08:10:35 | |
| 2001          | 1    | Ironman Malaysia          | Langkawi       |          | |
| 1999          | 3    | Ironman Canada            | Penticton      |          | |

| Datum/Jahr    | Rang | Wettbewerb                          | Austragungsort | Zeit     | Bemerkung                                |
| ------------- | ---- | ----------------------------------- | -------------- | -------- | ---------------------------------------- |
| 27. Okt. 2002 | 17   | Xterra Triathlon World Championship | Maui           | 02:44:28 | Xterra-Weltmeisterschaft Cross-Triathlon |

(DNF – Did Not Finish)